# Selective Yellow

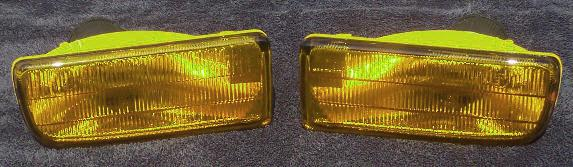
Selective Yellow Nebelleuchten

Selective Yellow (hellgelb) ist eine gelbliche Farbnorm für die Fahrzeugbeleuchtung. Sie ist gleichartig definiert in der europäischen ECE-Regelung Nr. 19 und der nordamerikanischen SAE J583, jeweils bezugnehmend als besondere Farbe für Nebelscheinwerfer.

## Anwendungen
Die Absicht gelblicher Scheinwerfer besteht in der Milderung blauer und violetter Lichtanteile, die bei Regen, Nebel und Schneefall hauptsächlich für Blendeffekte verantwortlich sind. Mit Selective Yellow kann hier eine Verbesserung um etwa 15 % erzielt werden. Dem steht jedoch eine Farbverfälschung gegenüber, die die Erkennbarkeit von Objekten behindert.
In der neueren ECE-Regelung Nr. 48 wurde daher die Zulässigkeit von gelblichem Licht für Neufahrzeuge (außer für Nebelscheinwerfer) entfernt – ältere Fahrzeuge dürfen aber die schon installierte Beleuchtung weiter benutzen. In einigen außereuropäischen Ländern ist die Neuinstallation von Selective Yellow bei Scheinwerfern dagegen weiter zulässig, etwa in Japan und Neuseeland. Historisch waren gelbe Scheinwerfer einschließlich gelber Tagfahrlichter insbesondere in Schweden anzutreffen, um Fahrzeuge im Dämmerlicht des Winters besser abzuheben. In Frankreich war gelbliches Licht bis 1993 sogar verpflichtend, und zwar nicht nur für Nebelscheinwerfer, sondern für die gesamte Frontbeleuchtung.

## Technische Definition
Die ECE-Regelung hat Selective Yellow im CIE-Normfarbsystem definiert. Dabei gilt als Grundformel
| Intensität Rot          | {\displaystyle y\geq 0{,}138+0{,}580x} |
| Intensität Grün         | {\displaystyle y\leq 1{,}290x-0{,}100} |
| Helligkeit (Weißwert)   | {\displaystyle y\geq 0{,}966-x}        |
| Farbton (Spektralfarbe) | {\displaystyle y\leq 0{,}992-x}        |

Für Nebelscheinwerfer ist der Bereich erweitert auf
| Helligkeit | {\displaystyle y\geq 0{,}940-x} |
| Helligkeit | {\displaystyle y\geq 0{,}440}   |

Dieser Farbton liegt außerhalb des RGB-Farbraums und kann mit Webfarben nicht exakt wiedergegeben werden. Mit geringerer Sättigung liegt der Farbton bei #FFBA00, im Vergleich mit Abbildungen sind echte Streugläser näher am Weißpunkt D65.

## Filterung
Die Gelbfilterung erfolgt an der äußeren Oberfläche des Leuchtmittels Glühbirne oder an der Streuscheibe. Denkbar ist auch eine Filterung dazwischen, wofür jedoch ein weiteres Bauelement benötigt wird.
Beim Durchgang durch ein solches Gelbfilter werden die besonders kurzwelligen Anteile des vom Glühfaden ausgesendeten Lichts absorbiert und in Wärme verwandelt. Damit wird der etwa an Nebel stärker streuende Lichtanteil reduziert, jedoch graduell auch die Lichtausbeute.
Bei Nebelleuchten ist häufig die Streuscheibe, früher aus Glas, heute eher aus Kunststoff, eingefärbt. Bei Scheinwerfern wird eher eine farblose Streuscheibe oder Leuchtenabdeckung und dafür eine Glühlampe mit gelb beschichtetem Glaskolben verwendet.
Heute (2021) gibt es auch Halogenlampen mit Gelbfilter, der der viel höheren Temperatur des kleineren, dickwandigeren Kolbens standhalten muss.
Weiters wird Filterfolie zum Bekleben einer Leuchte oder zum Einlegen in die Leuchte angeboten.
Als Filter kommen grundsätzlich Absorptionsfarbstoff in Glas, Kunststoff oder Lackschicht oder auf Glas aufgedampfte Interferenzschichten in Frage.

## Nomenklatur
Da gelbliche Beleuchtung im deutschsprachigen Raum zunächst kaum gebräuchlich und dann, außer für Nebelscheinwerfer, über viele Jahre nicht zulässig war, hat sich kein eigenständiger deutscher Begriff für das R19 Nebellicht-Gelb herausgebildet, die direkte Übersetzung von „Selective Yellow“ als „Selektivgelb“ findet sich nur in Fußnoten. Fachsprachlich wurden Farbtöne für die Frontbeleuchtung zwischen Weiß, Selective Yellow und Amber unterschieden. In den deutschen Übersetzungen des Bundesverkehrsministeriums Deutschlands wurde kein gesonderter Name eingeführt – bei ECE-Regelung 19 (Nebelscheinwerfer) wird in Abschnitt 7 „Farbe“ das englische „white or selective yellow“ als „weiß oder hellgelb“ übersetzt, bei ECE-Regelung 48 (Beleuchtung/ Lichtsignaleinrichtungen Kfz) wird in Abschnitt 2.29.2 „hellgelb“ (zwischen 2.29.1 „weiß“ und 2.29.3 „orange“) die voranstehende technische Definition aufgeführt. In Straßenverkehrszulassungsordnung § 52 Abs. 1 wird darauf Bezug genommen mit „dürfen mehrspurige Kraftfahrzeuge mit zwei Nebelscheinwerfern für weißes oder hellgelbes Licht ausgerüstet sein“.
In der StVZO vom 24. August 1953 wurde in §50 Abs. 1 geregelt, dass zur Beleuchtung der Fahrbahn nur weißes oder „schwachgelbes“ Licht verwendet werden durfte.
In § 52 Abs. 1 wurde verfügt, dass für Nebelscheinwerfer die Farbe nach §50 Abs. 1 gleichermaßen gilt.
Eine Norm oder Definition für „schwachgelbes Licht“ ist bislang nicht bekannt.
Mit der Verordnung zur Änderung der Straßenverkehrs-Zulassungs-Ordnung vom 20. Juni 1973 wird in Nr. 37 angeordnet, in §50 Abs. 1 der StVZO den Passus „und schwachgelbes“ zu streichen. Seitdem ist nur noch weißes Licht für Abblend- und Fernscheinwerfer zulässig.
In derselben Verordnung wird in §52, Abs. 1 der Text dahingehend verändert, dass für Nebelscheinwerfer nun weißes oder „hellgelbes“ Licht erlaubt ist.
Da keine technischen Änderungen an Lichtanlagen angeordnet wurden und die Lichtfarbe der Nebelscheinwerfer seitens der Hersteller identisch blieb, kann gefolgert werden, dass der Farbeindruck von „schwachgelb“, genau wie „hellgelb“ der Lichtfarbe „Selective Yellow“ entspricht.

## Abbildungen

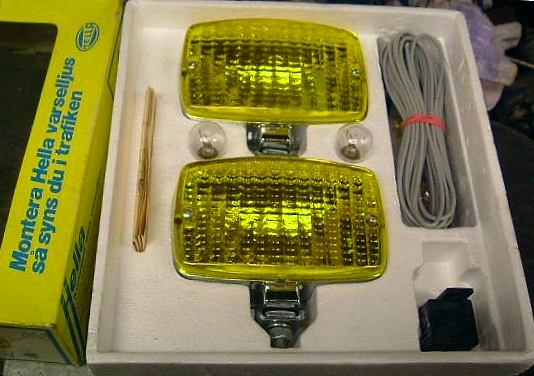
Nachrüstsatz für gelbe Tagfahrleuchten in Schweden der 1970er
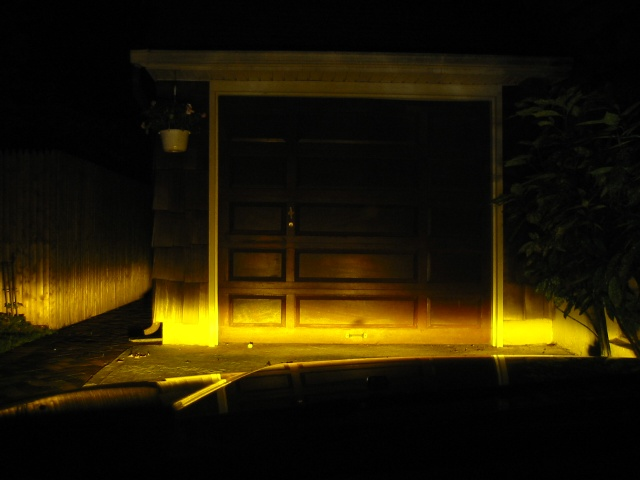
Ausleuchtung eines Garagentors mit gelben Nebelscheinwerfern
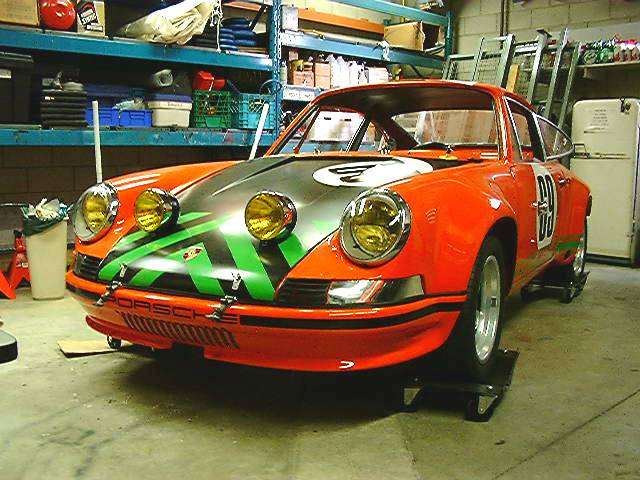
Porsche 911 mit kompletter Frontbeleuchtung in Nebellicht-Gelb